# Konrad Graser
Konrad Graser Młodszy (ur. 1585 w Toruniu, zm. 29 sierpnia 1630 tamże) – rektor protestanckiego Gimnazjum Akademickiego w Toruniu w latach 1611−1630.  
Syn Konrada Grasera Starszego (1557−1613) − pastora toruńskiego, wybitnego teologa, prawnika i znawcy języka hebrajskiego.  
Studiował głównie teologię i filologię między innymi w Wittenberdze, we Francji i we Włoszech. Decyzją Rady Miejskiej Torunia został powołany na stanowisko rektora w toruńskim Gimnazjum Akademickim, od 23 czerwca 1611 do swojej śmierci 29 sierpnia 1630 roku pełnił swe obowiązki. Zmarł w wyniku zarazy panującej w tym czasie w Toruniu. 
Od 2009 roku jest patronem jednej z ulic w Toruniu.